# Chambre des représentants (France)
Pour les articles homonymes, voir Chambre des représentants.
La Chambre des représentants était une assemblée parlementaire française mise en place lors des Cent-Jours par Napoléon Ier dans l'acte additionnel aux constitutions de l'Empire. Elle remplaçait la Chambre des députés des départements instituée par la charte de 1814, et n'exista qu'un peu plus d'un mois.
La convocation des collèges électoraux est décrétée le 30 avril 1815, et les élections ont lieu les 8 et 22 mai.
La Chambre se constitue le 3 juin, le lendemain du plébiscite sur l'acte additionnel. Elle est composée de six cent vingt-neuf représentants, principalement libéraux, jacobins ou bonapartistes convaincus. Le 4, elle élit comme président Jean-Denis Lanjuinais, et comme vice-président notamment le marquis de la Fayette.
Le 23 juin, après la parution de la seconde abdication de l'empereur, les Chambres reconnaissant son fils comme Napoléon II et nomment une Commission du gouvernement, de cinq membres ; les représentants désignent Carnot, Fouché et le général Grenier. Le lendemain, la Chambre des représentants nomme une commission chargée de la rédaction d'une nouvelle constitution, dont le projet est présenté le 29.
Elle est dispersée le 8 juillet, et dissoute le 13 juillet par ordonnance de Louis XVIII.